# Nomden
Nomden is een Nederlandse familienaam van Germaanse oorsprong. De naam is een zogeheten patroniem en gaat terug op de voornamen Nomdo en Nomme. Die zijn op hun beurt via de voornaam Non weer ontstaan zijn uit het Germaanse woord nand (dapper).
In Nederland kwam de naam in 2007 320 keer voor en in België in 2008 drie keer.

## Bekende personen
Enkele bekende naamdragers zijn:
- Diederik Nomden (1975), een Nederlands singer-songwriter en producer
- Isa Nomden (2003), een Nederlands wielrenster
- Dinie Nomden (1948), een Nederlands beeldend kunstenares
- Albert Johannes Nomden (1923–2004), een Nederlands Engelandvaarder